# Chronologie de la Lettonie
Cette chronologie de l'Histoire de la Lettonie nous donne les clés pour mieux comprendre l'histoire de la Lettonie, l'histoire des peuples qui ont vécu ou vivent dans l'actuelle Lettonie.

## XXesiècle
- 8 novembre 1991 : la Lettonie proclame son indépendance après l'effondrement de l'Union soviétique et du bloc communiste.